# Shein
A Shein  kínai gyors divatáru-kiskereskedelmi vállalat. Chris Xu alapította 2008-ban Nankingban, Kínában. A cég megfizethető árú ruháiról ismert. A korai szakaszában a Shein inkább volt egy dropshipping üzlet, mint kiskereskedő. A vállalat nem foglalkozott ruhatervezéssel és -gyártással, helyette egy Guangzhou-i ruházati nagykereskedésből szerezte be termékeit.
2014-ben a Shein felvásárolta a Romwe-t, egy kínai e-kereskedelmi kiskereskedőt, így "teljesen integrált kiskereskedővé" vált. Jelenleg több mint 220 országban értékesíti termékeit. Az elmúlt években a vállalat számos ellentmondás közepén találta magát, beleértve a védjegyvitákat, az emberi jogok megsértését, valamint az egészségügyi és biztonsági aggályokat. A Bloomberg Businessweek és mások szerint a Shein üzleti modellje profitált a Kína és az Egyesült Államok közötti kereskedelmi háborúból.

## Története
A Shein online kiskereskedelmi üzlet eredeti neve ZZKKO volt. Kínában alapította 2008-ban Chris Xu vállalkozó és keresőoptimalizálással foglalkozó marketingszakember. A cég első vállalkozása esküvői ruhák értékesítése volt. Később a Shein az általános női ruházat értékesítésére ágazott át, és a nevét később "Sheinside"-ra változtatták. A vállalat a Guangzhou-i ruházati nagybani piacról szerezte be a cikkeit, amely számos kínai ruhagyártó és piac központi csomópontja. A Shein nem vett részt a ruhadarabok tervezésében vagy gyártásában. Hasonlóan működött, mint egy dropshipping cég, amely harmadik fél nagykereskedőkön keresztül közvetlenül értékesíti a cikkeket a nemzetközi vásárlóknak.
A Shein a 2010-es évek elején elérhetővé tette termékeit Spanyolországban, Franciaországban, Oroszországban, Olaszországban és Németországban; valamint a női ruházat mellett kozmetikumokat, cipőket, pénztárcákat és ékszereket is árusított. 2012-ben a cég elkezdte használni a közösségi média marketinget: divatbloggerekkel együttműködve ajándéktárgyakat és reklámtárgyakat hirdetett a Facebookon, az Instagramon és a Pinteresten.
2016-ra a vállalatnak 100 alkalmazottja volt, és már a kínai Guangzhou-ban  kialakították a központjukat. Két évvel később, annak érdekében, hogy teljesen integrált kiskereskedővé váljon, a Shein elkezdte saját ellátási lánc rendszerének fejlesztését. Még ugyanebben az évben felvásárolta a Romwe-t, egy másik kínai e-kereskedelmi üzletet. 2015-ben a cég neve ismét megváltozott "Sheinside''-ról "Shein"-re, arra hivatkozva, hogy olyan névre van szüksége, amelyet egyszerűbb megjegyezni és könnyen megtalálható az interneten. 2016-ra Xu egy 800 tervezőből álló csapatot gyűjtött össze, akik Shein-védjegyű ruhákat gyártottak. A vállalat elkezdte javítani az ellátási láncát, kizárva azokat a beszállítókat, akik rossz minőségű termékeket vagy fotókat szállítottak.
2021 novemberére a Shein egy 15 milliárd dolláros értékű cégből 30 milliárd dollárosra nőtt. 2020 világjárványa alatt állítólag 10 milliárd dolláros bevételt ért el, ami a hetedik egymást követő év volt, amikor a cég forgalma több mint 100%-kal nőtt. 2020 októberében a Shein volt a világ legnagyobb, kizárólag online működő divatcége.

## Botrányok

### Védjegyviták
2018-ban a vállalatot beperelte a Levi Strauss & Co. egy védjegyoltalom alatt álló farmervarrás másolása miatt. Az ügyet peren kívül rendezték.
2021-ben a Dr. Martens csizmákról ismert AirWair International Limited azzal vádolta meg a Sheint és testvérvállalatát, a Romwe-t, hogy olcsóbban árulják a mintáik másolatait (és "Martinoknak" nevezik őket), miközben a hiteles Dr. Marten cipők fotóit használják a "vásárlók elcsábítására",  a Shein az AirWair International állításait tagadta.

### Kritika a sértő képek miatt
2020 júliusában egy horogkeresztet ábrázoló nyakláncról érkezett bejelentés, amelyet később eltávolítottak a weboldalról (a cég tisztázta, hogy ez egy buddhista vallási szimbólum, nem pedig egy náci horogkereszt). 2021 májusában a Sheint kritizálták , amiért egy olyan telefontokot kínált, amelyen egy megbilincselt fekete férfi krétával körvonalazott képe volt látható. A Shein bocsánatot kért a sértő kép miatt, és azért is, mert a képet a dizájnt készítő személy engedélye nélkül használta fel.

### Emberi jogok megsértése
2021 augusztusában a Shein a honlapján azt állította, hogy gyárai a Nemzetközi Szabványügyi Szervezet (ISO) és az SA8000 által tanúsítottak.  Ezt vitatták, és úgy ítélték meg, hogy ez sérti az Egyesült Királyság 2015-ös Modern Slavery Act (modern rabszolgaságról szóló törvénye) A Reuters szerint a Shein Ausztráliában is megsértette a rabszolgaság elleni hasonló törvényt. A Public Eye svájci érdekvédelmi csoport vizsgálata során kiderült, hogy hat Guangzhou-i telephelyen heti 75 órás munkaidőben dolgoztak.